# Wittener Hütte
Die Wittener Hütte ist eine Schutzhütte der Sektion Witten des Deutschen Alpenvereins (DAV). Sie liegt im Westerwald in Deutschland. Es handelt sich um eine Selbstversorgerhütte ohne Bewirtschaftung.

## Geschichte
Die Sektion Witten wurde am 23. Januar 1924 in Witten als Sektion Witten des Deutschen und Österreichischen Alpenvereins (DuOeAV) gegründet. Da es der Sektion finanziell unmöglich war eine Hütte im Hochgebirge zu erwerben und zu unterhalten, kristallisierte sich der Wunsch in Richtung einer Mittelgebirgshütte, der zu verwirklichen möglich erschien. Durch die Vermittlung eines Maklers fand die Sektion ein altes Anwesen in Langenbach im Oberwesterwald. Der Preis war erschwinglich und somit wurde auf der Jahreshauptversammlung 1971 einstimmig entschieden das Haus zu kaufen. Am 1. April 1971 ging das Gebäude in den Besitz der Sektion über. Jetzt begann die Arbeit und als man das nun geräumte Haus näher untersuchte, stellte man fest, in welch schlechtem Zustand es wirklich war. An vielen Arbeitswochen hat man dann unter Mithilfe von zahlreichen Mitgliedern der Sektion das Haus renoviert und ausgebaut. Am 28. Oktober 1972 war der Ausbau so weit fortgeschritten, dass die Hütte ihrer Bestimmung übergeben werden konnte. Die Einweihungsfeier war ein großes Fest, an das sich bestimmt alle Teilnehmer, worunter sich auch Mitglieder der Sektionen Düren, Hagen, Siegen, Wetzlar und Wuppertal, des Sauerländischen Gebirgsvereins, der Sudetendeutschen Landsmannschaft, des Westerwald-Vereins sowie Vertreter der Gemeinde Langenbach befanden, gern und oft erinnern werden.

## Lage
Die Wittener Hütte liegt in der Ortsgemeinde Langenbach bei Kirburg im Westerwaldkreis in Rheinland-Pfalz.

## Zustieg
- Es existiert ein Parkplatz vor dem Haus.

## Tourenmöglichkeiten
- Druidensteig - Etappe 3 Von Daaden bis zum Elkenrother Weiher, Mehrtagestour, Westerwald, 14,1 km 4 Std.[3]

## Klettermöglichkeiten
- Klettern im Westerwald.[4]

## Karten
- Kompass Karten 847 Westerwald, Siegen, Naturpark Lahn-Dill-Bergland: 2 Wanderkarten 1:50.000 im Set. ISBN 978-3-99121-076-4
- Nördlicher Westerwald, Blatt 2. Betzdorf, Daaden, Gebhardshain, Herdorf (WR): Topographische Karte 1:25.000 mit Wander- und Radwanderwegen. Rheinland-Pfalz. Gefaltete Karte. ISBN 978-3-89637-360-1
- Wäller Touren Westerwald: Leporello Wanderkarte mit Ausflugszielen, Einkehr- & Freizeittipps, Straßennamen & Höhenprofil, reißfest, wetterfest, 1:25.000 (Leporello Wanderkarte: LEP-WK) Landkarte – Gefaltete Karte. ISBN 978-3-89920-413-1